# Philipp Franz von Siebold

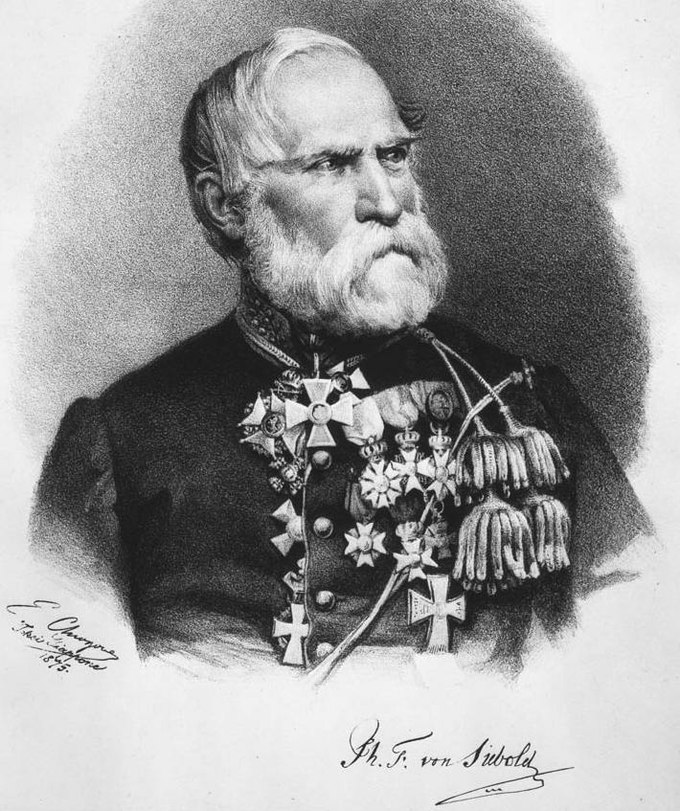
Philipp Franz von Siebold, Porträt 1875

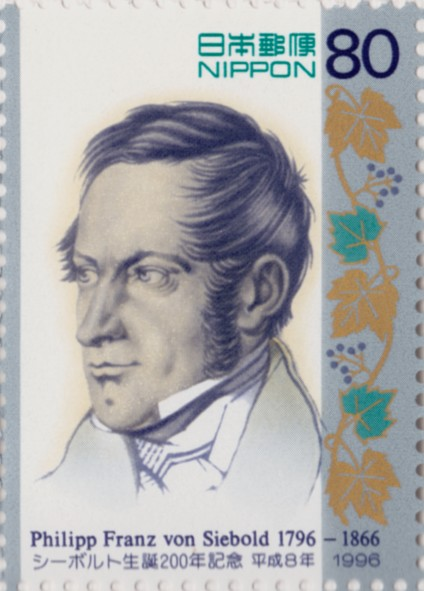
Die japanische Ausgabe der obigen Briefmarke, am selben Tage in Japan erschienen

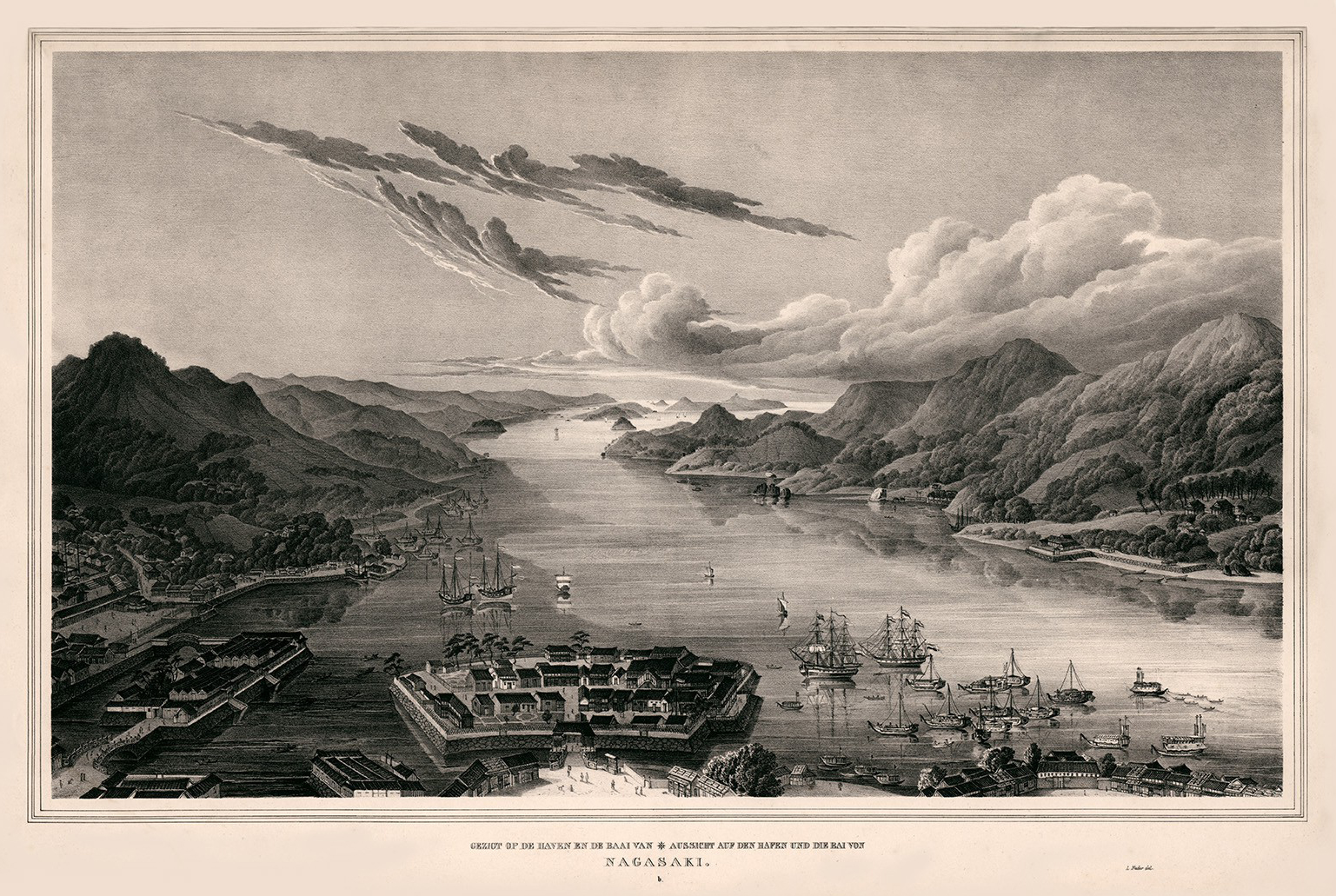
Blick auf die Bucht von Nagasaki im Jahre 1828. Die Niederländer lebten auf der fächerförmigen Insel Dejima im Vordergrund (Fig. 1 in Siebold: Nippon, ²1897)

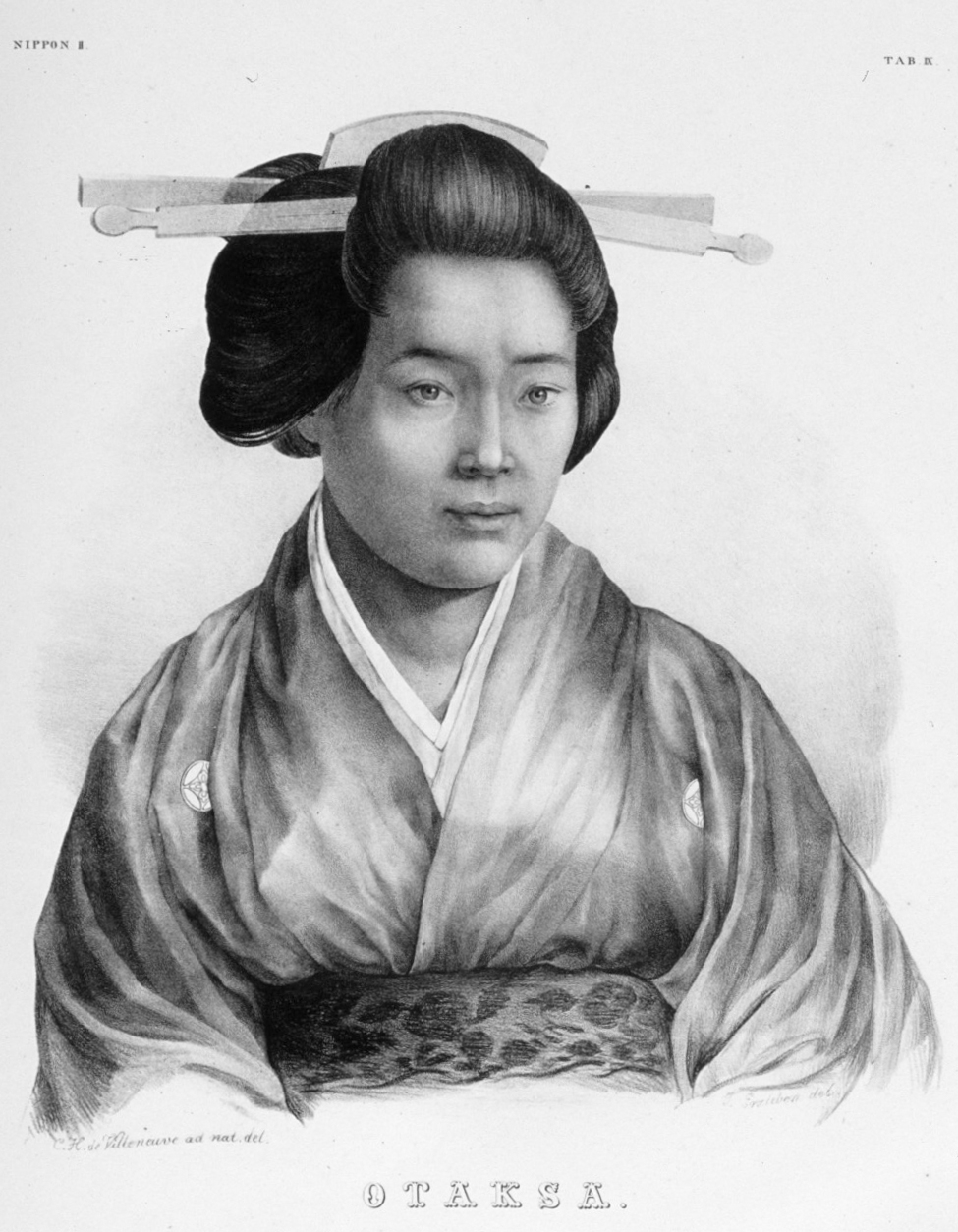
Kusumoto O-Taki (1807–1865)

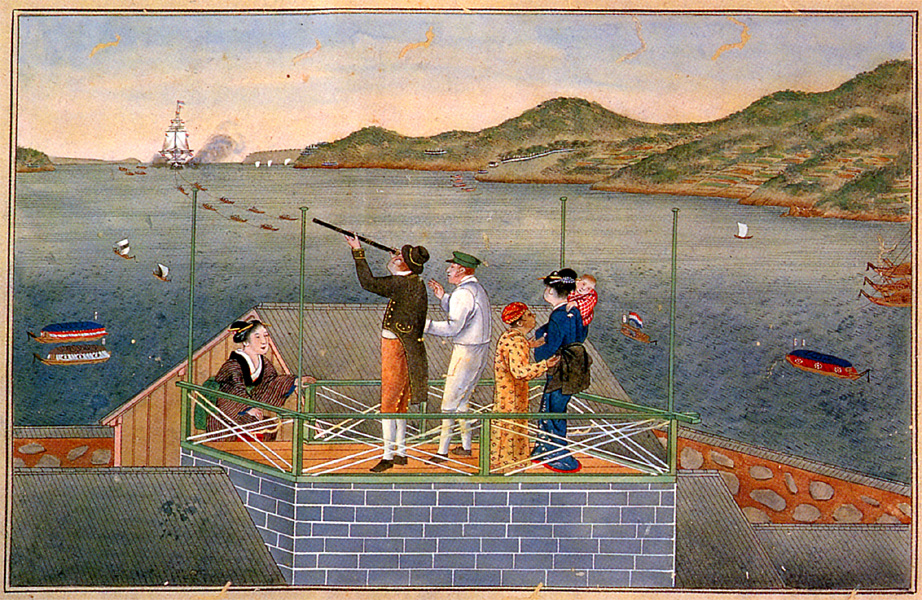
Farbdruck von Kawahara Keiga: Einlaufen eines niederländischen Schiffs (蘭船入港図): Philipp Franz von Siebold mit Fernrohr sowie seine Lebensgefährtin Taki mit seiner Tochter Ine

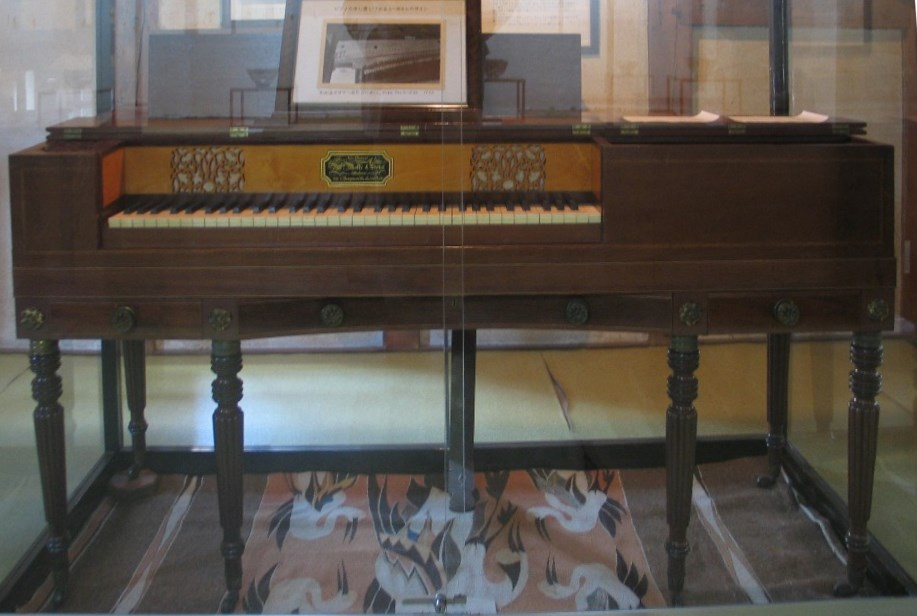
Das Tafelklavier, das Siebold mit nach Dejima nahm und das er in Japan zurückließ. (Jetzt in Hagi).

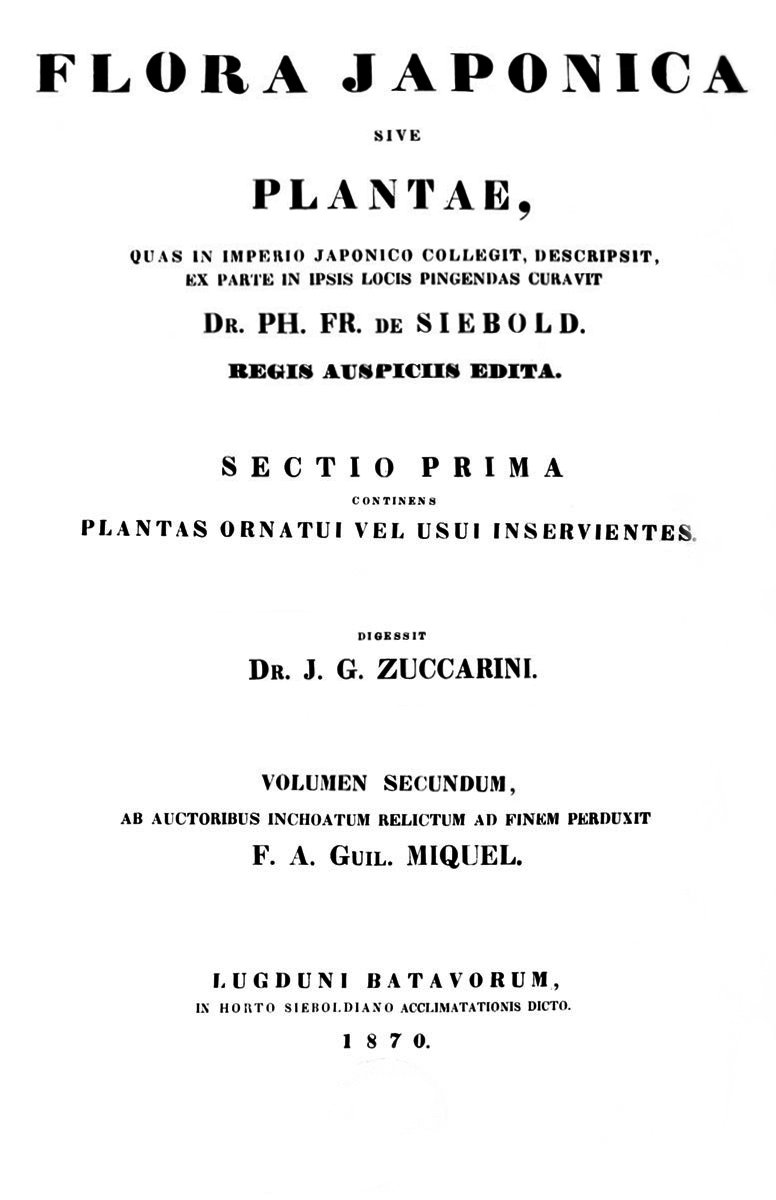
Titelseite der Flora Japonica

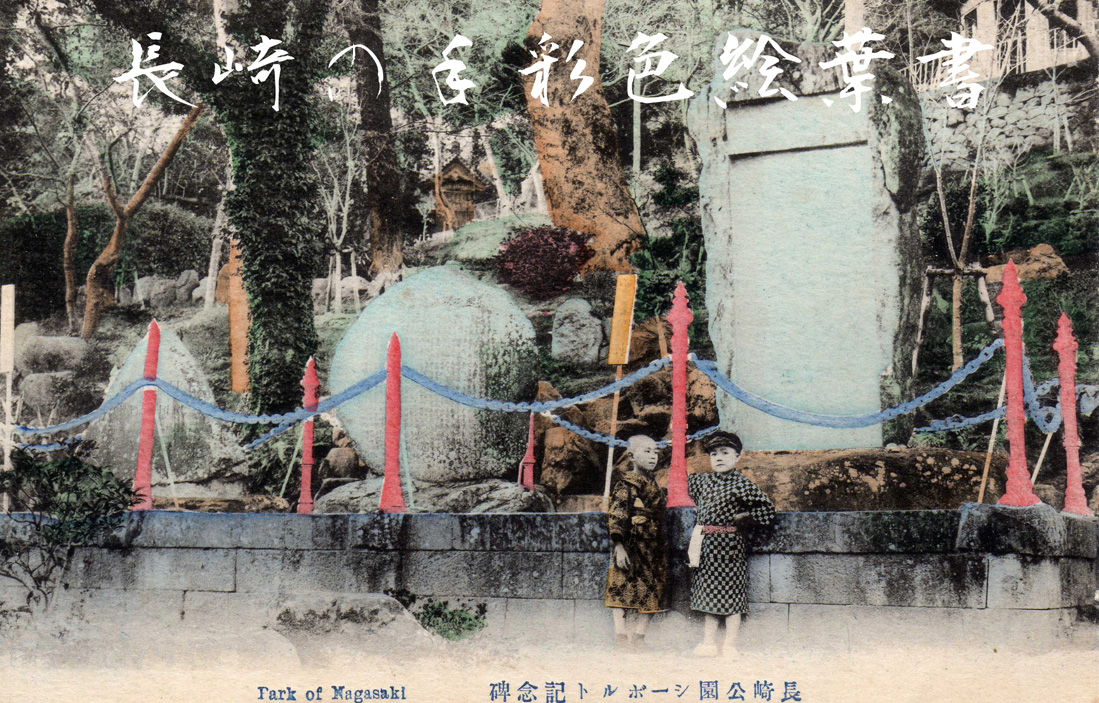
1879 errichtete Gedenkstätte im „Siebold-Park“ (heute: Suwa Park) von Nagasaki

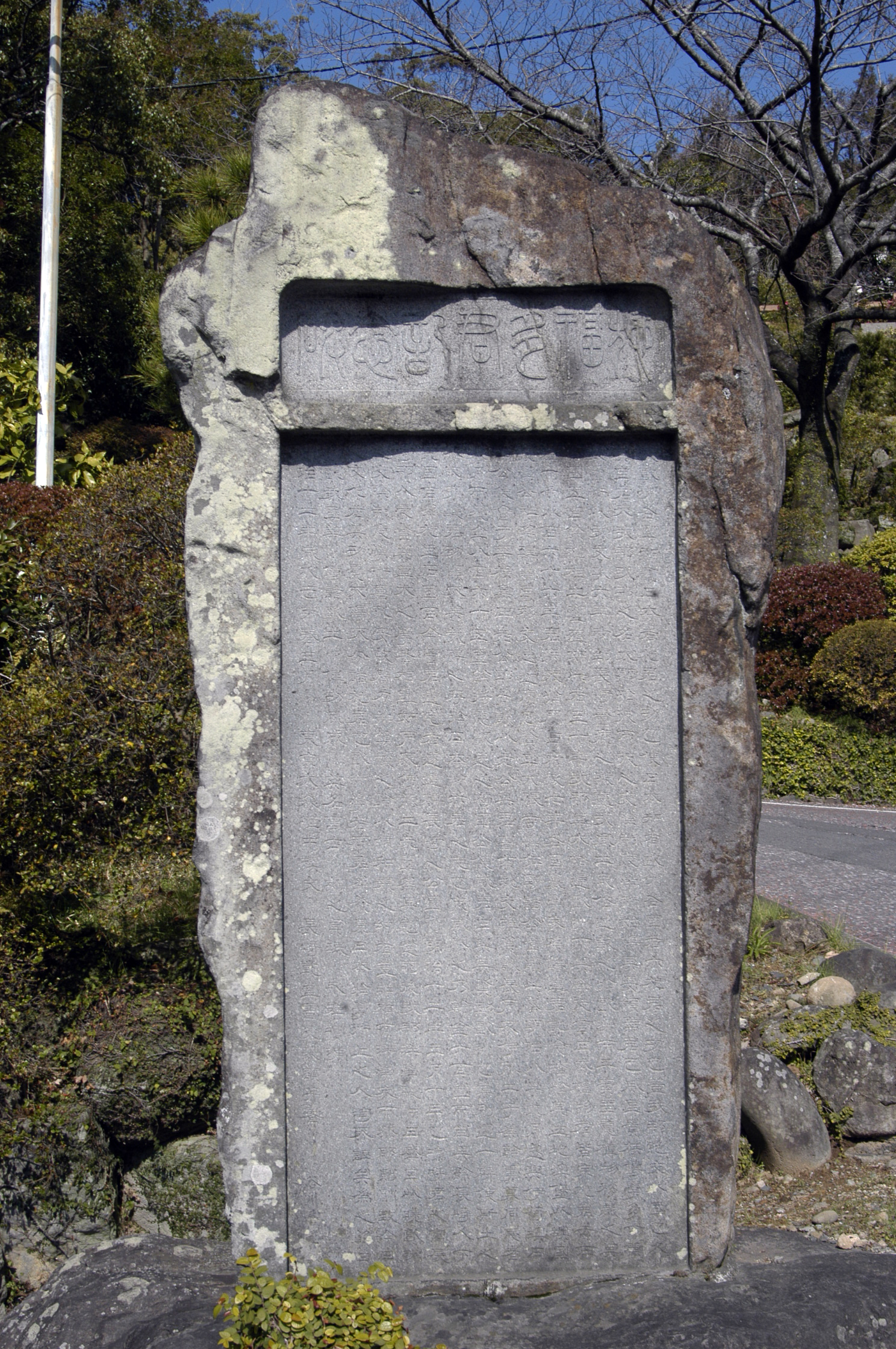
Siebold-Gedenkstein im heutigen Nagasaki

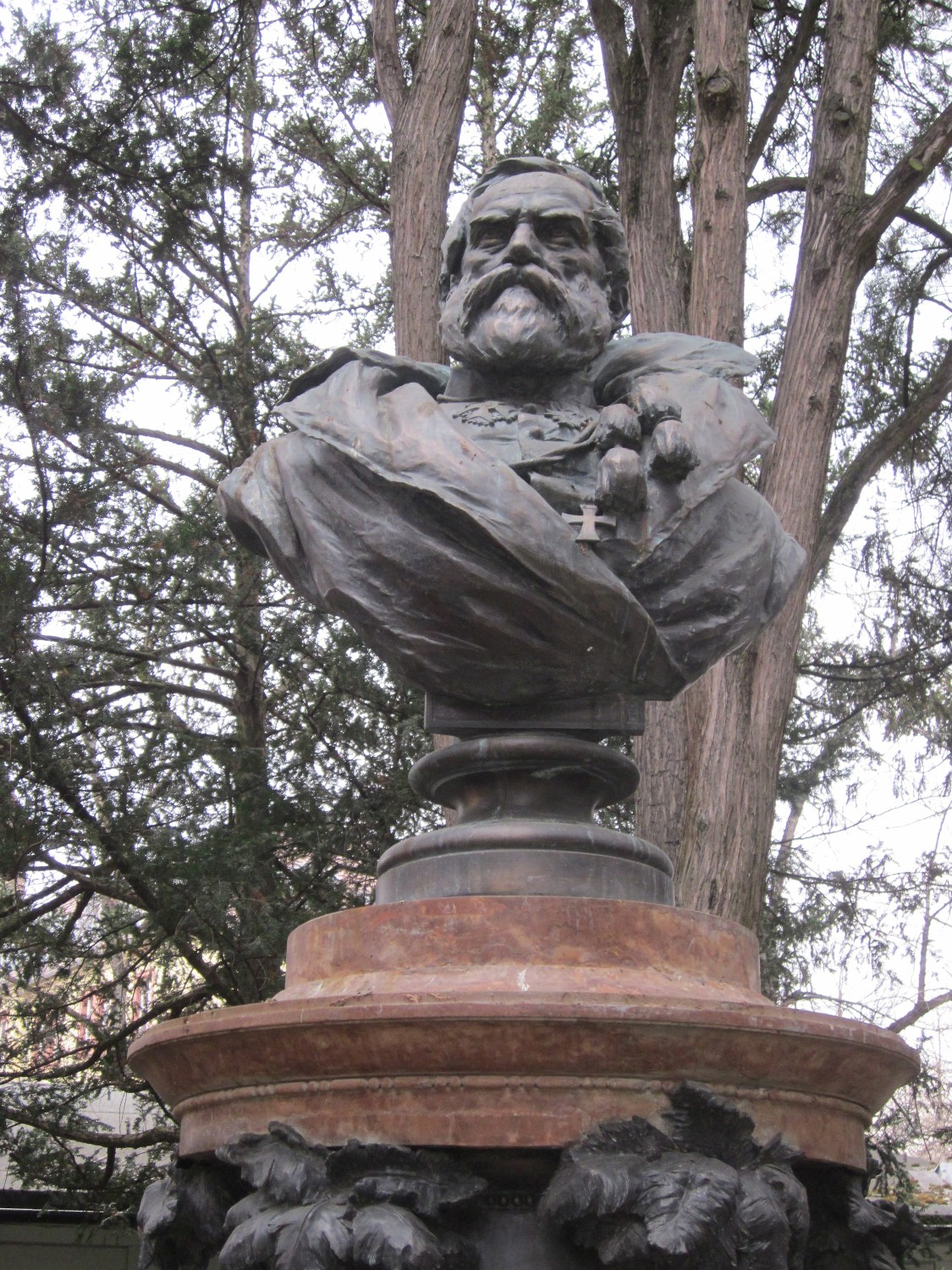
Chr. Roths Siebold-Skulptur in Würzburg, 1882. Gestiftet von der K.K. Gartenbau-Gesellschaft Wien u. a.

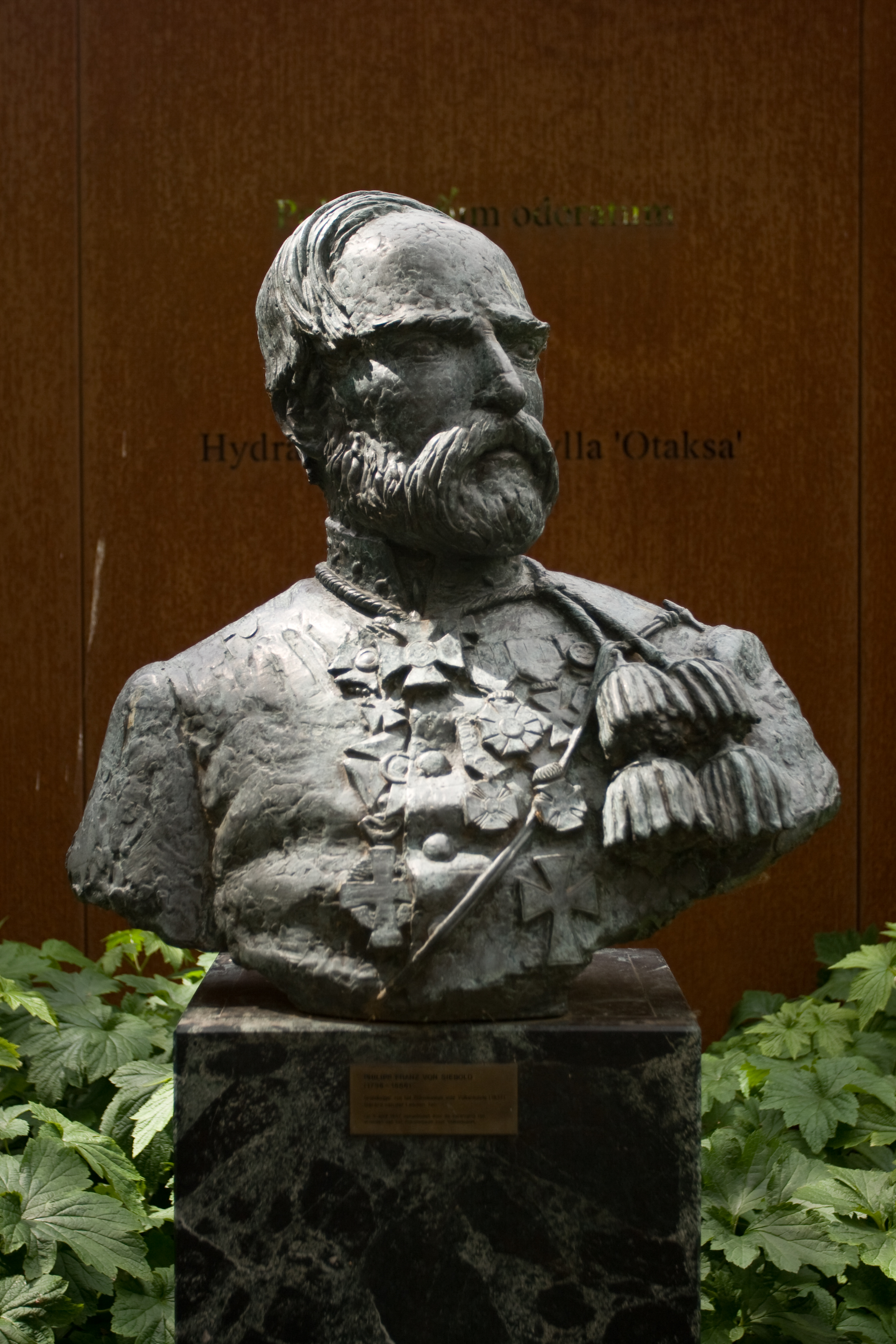
Siebold-Büste in Leiden, geschaffen von Gerard van der Leeden (* 1935)

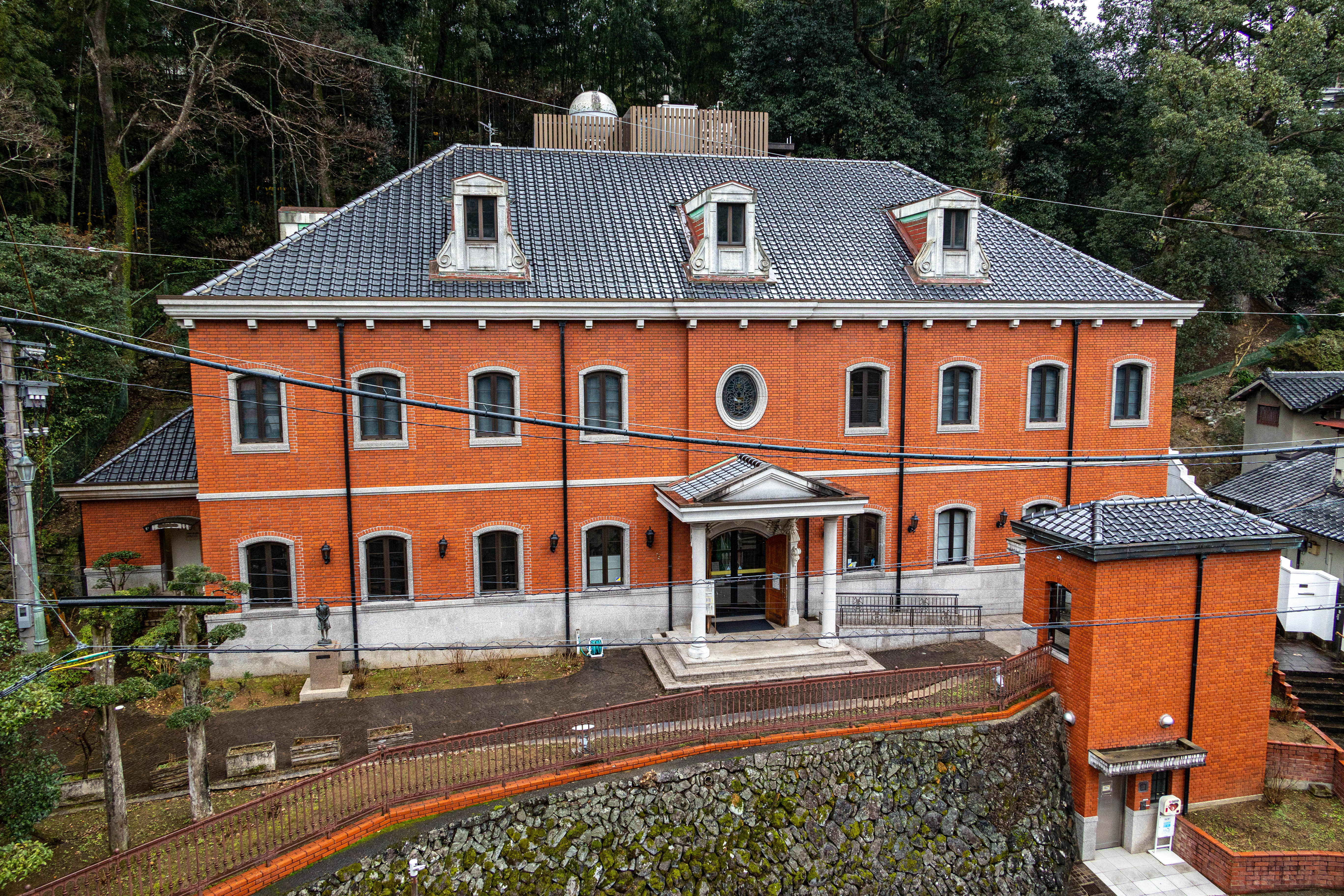
Siebold Memorial Museum in Narutaki (Nagasaki)

Philipp Franz Balthasar Siebold, ab 1801 (Jonkheer) von Siebold (* 17. Februar 1796 in Würzburg; † 18. Oktober 1866 in München), war ein bayerischer Arzt, Japan- und Naturforscher, Ethnologe, Botaniker und Sammler. Er lebte von 1823 bis 1829 sowie von 1859 bis 1862 in Japan. Siebold ist einer der wichtigsten Zeugen des isolierten Japans der späten Edo-Zeit und wird auch im heutigen Japan hochverehrt. Er gilt als Mittler zwischen japanischem und europäischem Kulturverständnis sowie als Begründer der internationalen Japanforschung. Sein offizielles botanisches Autorenkürzel lautet „Siebold“; früher wurde auch die Abkürzung „Sieb.“ verwendet.

## Leben

### Ausbildung
Philipp Franz Siebolds Vater war der renommierte, an der Medizinischen Klinik des Juliusspitals den medizinisch-klinischen Unterricht ausbauende Mediziner und erste Würzburger Physiologe (Johann Georg) Christoph Siebold (1767–1798), der Begründer einer in dem Würzburger Freihaus am Inneren Graben 18 am 17. Dezember 1791 (dem Jahr seiner Antrittsvorlesung) eingerichteten Entbindungsanstalt, die bis 1805 bestand; der Vater seinerseits war ein Sohn des 1796 zum Direktor der Medizinischen Klinik am Juliusspital gewordenen Carl Caspar von Siebold, des Begründers der modernen Chirurgie.
Siebolds Mutter war die Ehefrau seines Vaters, Apollonia, geborene Lotz. Die Eltern hatten am 19. Januar 1795 geheiratet und kurz danach eine Wohnung in der Würzburger Marktgasse bezogen. Getauft wurde Siebold am Tag seiner Geburt im Würzburger Dom.
Die Erziehung und Förderung des Knaben übernahm nach dem frühen Tod des Vaters und dem 1805 erfolgten Umzug nach Heidingsfeld bei Würzburg ab 1809 Franz Joseph Lotz, ein Bruder Apollonias, der 1808 als Stadtpfarrer nach Heidingsfeld versetzt worden war. In dessen Haus lebten Philipp Franz von Siebold und seine Mutter ab 1809. Philipps Onkel war bemüht, die Vorzüge christlicher Soziallehre mit den Errungenschaften seiner Aufklärungsepoche in Einklang zu bringen.
Auf die Lateinschule und das ab seinem 13. Lebensjahr besuchte Königliche Gymnasium folgte für Philipp Franz von Siebold 1816 – die Siebolds waren unterdessen in den erblichen Adelsstand erhoben worden – das Studium der Medizin an der Würzburger Julius-Maximilians-Universität, wo zukünftigen Heilkundigen auch botanische Kenntnisse vermittelt wurden und wo er sich neben der Medizin mit Naturwissenschaften, Länder- und Völkerkunde beschäftigte und 1820 die medizinische Doktorwürde erlangte. Zu seinen akademischen Lehrern gehörte der Anatom und Physiologe Ignaz Döllinger. Von Siebold wurde Doktor der Medizin, Chirurgie und Entbindungskunst. Als wertvoll sollte sich die an der Universität erlernte Präzision im Umgang mit dem Zeichenstift erweisen. Seit 1816 war er Mitglied der „Gesellschaft Moenania“ dem späteren Corps Moenania Würzburg. Er war zudem Mitglied der Gesellschaft Deutscher Naturforscher und Ärzte.

### Beruflicher Werdegang
Auf die Promotion im Jahre 1820 folgte eine kurze Tätigkeit als praktischer Arzt in Heidingsfeld. Zwei Jahre später erreichte ihn ein Angebot der Militärführung der Niederlande für eine Stabsarztstelle in Ostindien. Er bewarb sich mit den Worten: „Die Naturgeschichte... war es, die mich zu einem solchen Schritte in andere Weltteile bestimmte und sie wird es auch sein, die die Möglichkeit tüchtiger Resultate meiner Reisen begründet.“

### Berufung zum Stabsarzt
Im Jahre 1822 folgte er dem Ruf nach Den Haag, wo er am 21. Juli durch königlichen Erlass zum Chirurgijn-Majoor in der niederländisch-indischen Armee ernannt wurde. Dabei hatte man ihm in Aussicht gestellt, in den Kolonien Naturforschung zu betreiben. Im Jahr 1822 wurde er zum Mitglied der Leopoldina gewählt.
In jenen Jahren führten die Niederländer eine Neubewertung ihrer Kolonialpolitik und der überseeischen Besitzungen durch. In Batavia angekommen, bot ihm der Generalgouverneur Godert van der Capellen eine Stelle als Arzt der Faktorei Dejima an, einer kleinen, künstlichen Insel in der Bucht von Nagasaki, und stellte finanzielle Mittel bereit, auf dass Siebold umfassende Untersuchungen zu Land und Leuten durchführen würde. Westliche Medizin, Naturwissenschaften, Waffentechnik und Mathematik wurden in Japan seit langem geschätzt, und gebildete Europäer waren als Ratgeber gefragt. Die Ärzte auf Dejima, die mit den Handelsgeschäften nichts zu tun hatten, wurden häufig zu hochgestellten japanischen Patienten gerufen, was ihnen mehr Gelegenheiten als dem kaufmännischen Personal gab, Bekanntschaften zu schließen und Informationen und Materialien zu sammeln. Einige unter ihnen machten sich als Japanforscher einen Namen. Siebolds Aktivitäten stehen in einer langen Tradition der Erkundung des Landes durch Faktoreiärzte der Niederländischen Ostindien-Kompagnie, die 1650/51 mit dem Wundchirurgen Caspar Schamberger begann. Anfang des 18. Jahrhunderts setzte der Arzt Engelbert Kaempfer (1651–1716) den ersten großen Meilenstein mit seinem 1727 als „History of Japan“ publizierten Buch. Gegen Ende jenes Jahrhunderts erregte der schwedische Arzt Carl Peter Thunberg (1743–1828) mit einem wissenschaftlichen Reisebuch und einer „Flora Japonica“ großes Aufsehen, während Siebolds Studien zur japanischen Fauna und Flora wie auch seine gewaltige natur- und landeskundliche Japansammlung bis heute ihren Wert nicht verloren haben.

### Erster Aufenthalt in Japan
Siebolds erster Aufenthalt in Japan war in Nagasaki und dauerte vom 11. August 1823 bis zum 2. Januar 1830. Offiziell durften aus der „Westlichen Welt“ nur Niederländer japanischen Boden betreten. Siebolds niederländische Sprachkenntnisse waren zum Zeitpunkt seiner Ankunft schlechter als die der japanischen Dolmetscher, doch wurde wie in ähnlichen Fällen zuvor die Anlandung stillschweigend akzeptiert.
Wie fast alle seiner Vorgänger erfreute er sich bald vorzüglicher Beziehungen zu japanischen Gelehrten, Ärzten und einigen am Westen interessierten Landesherren. Eigentlich konnten die in der Handelsniederlassung Dejima tätigen Europäer nur ein- oder zweimal jährlich diese kleine Insel zu Tagesausflügen bzw. für das für die Stadt wichtige Fest des Suwa-Schreins verlassen. Die Gründe sind nicht geklärt, doch durfte Siebold mit der Erlaubnis des von der Zentralregierung eingesetzten Nagasaki-Gouverneurs in einem vor der Stadt in Narutaki gelegenen kleinen Anwesen eine Art Schule einrichten, in der er wöchentlich in niederländischer Sprache Unterricht zur westlichen Naturkunde und Medizin erteilte. Die Instruktionen fanden meist während der Behandlung der Patienten statt, die sich von nah und fern einfanden. Man sollte jedoch nicht übersehen, dass die Erfahrungen des jungen Arztes nicht immer ausreichten, was Siebold durchaus bewusst war:
„(25. Februar 1826) In aller Frühe kamen meine Schüler und andere Ärzte aus der Gegend mit ihren Kranken und fragten mich um Rat und Hülfe. Es waren, wie gewöhnlich, chronische, vernachlässigte und unheilbare Krankheiten, und die umständlichen Konsultationen kosteten viel Zeit und Geduld. Ich that alles meinen Schülern zuliebe, deren guter Ruf darunter gelitten hätte, wenn ihre Patienten, die sie auf mich vertröstet und oft aus entfernten Orten herbeigebracht hatten, rat und hülflos wieder von dannen gezogen wären. So mußte ich oft gegen meinen Willen den Charlatan spielen.“ – Siebold: Nippon. S. 117.
Viele seiner Therapien blieben in dem von seinen Vorgängern geschaffenen Rahmen. Siebold hatte das von dem vormaligen Leiter Dejimas, Jan Cock Blomhoff, angeforderte Pockenvakzin mitgebracht. Wie die zuvor auf Blomhoffs Anweisung durchgeführte Vakzination blieben auch Siebold Versuche infolge des unbrauchbaren Serums erfolglos. Von Anfang an nahm er keinerlei Entgelt für seine Krankenbehandlung an. Die in einer Kultur des Austauschs von Geschenken sozialisierten Patienten versuchten, ihre Dankbarkeit durch Geschenke zu vermitteln. Da Siebolds Interessen bald bekannt wurden, erhielt er zahlreiche Objekte für seine ethnographische und naturkundliche Sammlung. Seit dem 17. Jahrhundert war der Verkauf von allen die Verwaltung, Topographie, Geschichte des Landes, Religion, Kriegskunst und das Hofleben betreffenden japanischen Werken an Ausländer strengstens untersagt. Auch Kultusgegenstände, Waffen, Münzen, Landkarten bis hin zu Miniaturen wurden bei der Ausreise konfisziert. Dennoch konnte Siebold eine reichhaltige Sammlung zusammenstellen. Eigens hierzu engagierte Jäger durchstreiften die Wälder, und von ihm instruierte Assistenten präparierten die Bälge und Skelette der zoologischen Ausbeute. Siebolds Schüler hatten reichlich Gelegenheit zu beobachten, wie ein Europäer bei der Erforschung von Land und Leuten vorging. Auch sie leisteten wertvolle Hilfe durch Dissertationen über vielerlei landeskundliche Themen, die sie in niederländischer Sprache abfassten.
1826 stand die seinerzeit alle vier Jahre durchzuführende Hofreise des Faktoreileiters nach Edo an. Seit dem 17. Jahrhundert nahm dieser den Faktoreiarzt und zwei bis drei weitere Europäer mit. Mit einem großen Tross japanischen Begleitpersonals zog man auf dem Landweg von Nagasaki nach Kokura (siehe Nagasaki Kaidō) und setzte nach Shimonoseki über, von wo aus die Reise per Schiff bis Osaka fortgesetzt wurde. Danach ging es über die berühmte „Ostmeerstraße“ Tōkaidō nach Edo. Den Höhepunkt des Aufenthaltes bildete die Referenzerweisung des Faktoreileiters Johan Willem de Sturler beim Shōgun Tokugawa Ienari. Die „Hofreise“ war für die wenigen auserwählten Europäer die einzige Gelegenheit, das Landesinnere kennenzulernen. Wie schon Engelbert Kaempfer und Carl Peter Thunberg nutzte auch Siebold diese Gelegenheit nach Kräften.
Zu seiner Zeit lebte in Edo eine Reihe von gebildeten „Hollandkundlern“ (Rangakusha) mit guten Kenntnissen der niederländischen Sprache, welche mit Erlaubnis der Behörden die Unterkunft der Delegation, die sogenannte Nagasaki-Herberge (Nagasakiya), aufsuchten. Siebold beschreibt in seinem Werk Nippon auch die Besuche von hochgestellten, wissbegierigen Persönlichkeiten wie dem Landesherrn von Nakatsu, Okudaira Masataka, und dessen Vater, des mächtigen Landesherrn von Satsuma, Shimazu Shigehide. Wie Kaempfer und andere Japanreisende bemerkte Siebold rasch, dass es zwar strenge Regelungen und Anweisungen zur Unterbindung von Kontakten und der Erforschung des Landes gab, diese jedoch im Alltag nur von Fall zu Fall befolgt wurden:
„Auskundschaftung des Landes, Nachforschung über Staats- und Kirchenverfassung, Kriegswesen und andere politische Verhältnisse und Einrichtungen sind Fremdlingen aufs strengste untersagt, und die schärfsten Gesetze verbieten den Unterthanen, ihnen darüber Mitteilungen zu machen oder gar auf irgend eine Weise bei ihren Nachforschungen behülflich zu sein. Unsere japanischen Begleiter auf der Reise nach dem Hofe werden zur genauen Beobachtung solcher Verordnungen eidlich verpflichtet, und strenge genommen dürfen und können sie uns keinen Schritt über die Schranken des buchstäblichen Gesetzes erlauben, ohne ihre eigene Existenz aufs Spiel zu setzen. Diese Leute jedoch, welche durch die Berührung mit gebildeten Europäern den Kreis ihrer politischen Ansichten erweitert haben und nur zu gut die Engherzigkeit solcher Vorkehrungen vonseiten ihrer Regierung einsehen lernten, halten sich in den meisten Fällen bloß an die Form des Gesetzes und sehen uns, wo es nur immer möglich ist, durch die Finger. Ohne eine solche Nachsicht wäre dem Fremden auf Japan jede wissenschaftliche Forschung rein unmöglich, denn streng genommen ist ihm jede Berührung mit Land und Volk untersagt.“ – Siebold: Nippon. S. 108.
Der Kreis jener Japaner, die heute als direkte Schüler gelten, zählt 53 Personen. Dazu kamen rund 25 japanische Gelehrte, überwiegend Anhänger der Hollandkunde (Rangaku), mehrere japanische Landesherren und nicht zu vergessen der Maler Kawahara Keiga, der schon zuvor für Johan Frederik van Overmeer Fisscher gearbeitet hatte und nun für Siebold eine Reihe von Bildern anfertigte.

### Japanische Lebensgefährtin
Da die Anlandung europäischer Frauen auf Dejima verboten war, gingen manche der besser situierten Bediensteten eine Verbindung auf Zeit mit einheimischen Frauen aus dem Stadtviertel Maruyama ein, die Zugang zur Handelsniederlassung hatten. Siebold knüpfte eine Beziehung zu Sonogi O-Taki (später Kusumoto Taki, 楠本滝, 1807–1865) an, nach der er eine Hortensie als Hydrangea Otaksa (heute: Hydrangea macrophylla ‘Otaksa’) benannte. 1827 kam die Tochter Ine (O-Ine) zur Welt, die wie ihre Mutter den japanischen Vorschriften gemäß im Lande bleiben musste, als Siebold die Heimreise antrat.

### „Siebold-Affäre“
1828 ging Siebolds offizielle Dienstzeit in Japan zu Ende. Seine Schätze wurden mehr oder minder verdeckt verladen, doch am 10. August, kurz vor dem Auslaufen, wurde die Cornelius Houtman durch einen Taifun an Land getrieben und manövrierunfähig. Als man, um das Schiff flott zu machen, die Ladung an Land brachte, konnte man nicht übersehen, dass Siebolds Gepäck Landkarten und andere Dinge enthielt, deren Ausfuhr streng verboten war. Diese sogenannte „Siebold-Affäre“ hatte schwerwiegende Folgen für ihn und seinen Bekanntenkreis. Etwa fünfzig Personen, die mit ihm einen engeren Umgang gepflegt hatten, wurden mit harten Strafen bis hin zur Verbannung bedacht. Der Astronom Takahashi Kageyasu, der Siebold die neuesten Landkarten von Ino Tadataka im Tausch gegen Krusensterns Bericht seiner Weltumseglung besorgt hatte, starb in der Haft. Sein Leichnam wurde bis zur Verurteilung in Salzlauge eingelegt. Siebold bekannte seine Schuld, nannte jedoch keine Namen und stellte gleichzeitig einen Antrag auf Naturalisation. Nach langen Verhandlungen wurde er am 22. Oktober 1829 auf Lebzeiten aus Japan verbannt. Am 2. Januar 1830 lief sein Schiff aus.

### Siebolds Sammlung
Siebolds Sammlung wurde ihm bei der Ausreise zurückgegeben:
- 187 (200?) Präparate von 35 Säugetier-Arten
- 827 (900?) Bälge von 188 Vogel-Arten
- 540 (750?) Stück von 203 Fisch-Arten
- 166 (170?) Stück von 28 Reptilien-Arten
- über 5.000 wirbellose Tiere (Mollusken, Krustazeen, Insekten usw.)
- 800 lebende Exemplare von 500 Pflanzenarten
- ca. 12.000 getrocknete Herbarbelege von 2.000 Pflanzenarten

Siebolds ethnographische Sammlung wurde in Europa weiter aufgestockt. Sie zählte nach Einverleibung von Teilen der Sammlungen von Jan Cock Blomhoff und Johannes (Jan) Frederik van Overmeer Fisscher sowie durch Zukäufe in St. Petersburg etwa 5.000 Objekte, die er in vier Gruppen zu je 10 Abteilungen arrangierte (Bücher, Karten, Münzen, Wirtschaftserzeugnisse, Alltags- und Kunstobjekte, Werkzeuge mit Rohmaterialien, Modelle von Gebäuden und Schiffen u. a.)
Zum ersten Mal nach mehr als 100 Jahren wurde Siebolds zweite Sammlung (von der zweiten Japanreise) 2019 im Museum Fünf Kontinente ausgestellt.

### Arbeit und Wirkung in Europa
Die niederländische Regierung gab Siebold nach seiner Rückkehr unbegrenzten Urlaub zur Ordnung und Auswertung seiner Sammlungen. Überdies wurde er, nachdem die Resultate seiner Forschungen nach und nach in die Öffentlichkeit gedrungen waren, mit hohen Ehren bedacht. Nachdem er die Aufstellung seiner Sammlungen vollendet hatte, widmete Siebold sich der Herausgabe seiner Werke. Unter Naturforschern erregte die mit Hilfe von Coenraad Jacob Temminck, Hermann Schlegel und Wilhem de Haan verfasste Fauna Japonica (Mammalia, Aves, Pisces, Reptilia) und die zusammen mit Joseph Gerhard Zuccarini publizierte Flora Japonica großes Aufsehen. Dazu kamen ein Atlas des Japanischen Reichs sowie das umfassend angelegte Werk Nippon. Archiv zur Beschreibung Japans, das er in neun Abteilungen zwischen 1832 und 1858 veröffentlichte. Schon 1832 wurde Siebold mit dem Verdienstorden der Bayerischen Krone ausgezeichnet.
Über die 1839 gegründete Siebold-Gesellschaft und Siebolds Akklimatisationsgarten in Leiden gelangten viele bedeutende Gartenpflanzen nach Europa wie Hortensien, Hosta, Blauglockenbaum und Japanischer Staudenknöterich, der in Deutschland inzwischen als invasiver Neophyt verwildert.
In der deutschen Wissenschaftsgeschichte wurde Siebold lange Zeit vernachlässigt, doch ist sein wissenschaftlicher Beitrag zu Japan durchaus vergleichbar mit den Leistungen von Forschungsreisenden wie Alexander von Humboldt. Siebold gilt heute als Wegbereiter der Japanologie. So wurde ihm in Bonn eine Professur für Japanologie angeboten, die die erste in Europa gewesen wäre, doch er lehnte die Stelle ab, da er nicht „vom Ross auf einen Esel satteln“ wollte. Siebold sammelte während seiner Zeit in Ostasien unzählige Gegenstände aus Kunst und Alltag, ganz entsprechend seinem enzyklopädischen Anspruch. Zurück in Europa verkaufte er Teile der Sammlungen, u. a. an die Königs- bzw. Kaiserhöfe in Holland und Wien. Der Erlös ermöglichte ihm ein angenehmes „Rentenleben“, das er vor allem mit botanischen Studien ausfüllte. Seine Objekte bilden bis heute den Grundstock der Japansammlungen einiger wichtiger Museen Europas (z. B. der Völkerkundemuseen Leiden und München).

### Familiengründung
1845 heiratete Siebold in Berlin Helene von Gagern (1820–1877), Tochter der Ida von Brauchitsch und des neumärkischen Ritterschaftsrates Gustav von Gagern-Rehfeld auf Frankenthal, Insel Rügen. Aus dieser Ehe gingen drei Söhne und zwei Töchter hervor:
- Alexander George Gustav (1846–1911) ⚭ Elisabeth Wanda Adelaide Olga Barbara von Haslingen, genannt von Schickfus
- Helene (1848–1927) ⚭ Freiherr Maximilian von Ulm zu Erbach (1847–1929), Kapitulargroßkomtur des bayerischen St. Georg-Ordens[26]
- Mathilde (1850–1906) ⚭ Gustav von Brandenstein (1830–1905), württembergischer General der Infanterie
- Heinrich Philipp (1852–1908) ⚭ 1898 Euphemia Wilson (* 16. März 1864; † 14. November 1908), Witwe des britischen Majors Wallace Carpenter
- Maximilian (1854–1887), niederländisch-indischer Korporal

### Siebolds Beitrag zur Öffnung Japans
Siebold war überzeugt, dass eine Öffnung Japans gegenüber dem Ausland für alle Seiten von Vorteil sein würde, und verfolgte die Vorstöße der westlichen Mächte mit großer Aufmerksamkeit. Auf seine Rolle machte zwar schon 1913 der Politiker und Gelehrte Ōkuma Shigenobu (1838–1922) im Buch Kaikoku Taiseishi aufmerksam, doch wurde Siebolds Leistung erst in jüngster Zeit durch entsprechende Quellenfunde belegt. Zunächst machte er sich als Berater im niederländischen Kolonialministerium nützlich. Auf seine Anregung schickte König Wilhelm II. 1844 ein Schreiben an den Shōgun in Edo. Zwischen 1852 und 1855 konnte Siebold bei den Vorbereitungen der russischen Expedition unter Vize-Admiral Jewfimi Wassiljewitsch Putjatin mit seinen Landeskenntnissen dienlich sein. Die russischen Verhandlungen in Japan wurden durch den Abschluss des Vertrags von Shimoda gekrönt. Drei Verträge, die Japan in den Jahren 1854 und 1855 mit den Vereinigten Staaten von Amerika (Vertrag von Kanagawa), Großbritannien (Vertrag von Nagasaki) und Russland abschloss, führten zur Öffnung japanischer Häfen und einer schrittweisen Lockerung der Einschränkungen im Austausch mit dem Ausland.

### Zweiter Aufenthalt in Japan
1858 erlaubte die japanische Regierung schließlich eine Wiedereinreise Siebolds. Dieser war inzwischen als Japanforscher berühmt geworden, was man auch in Japan wusste. Eigentlich hatte er gehofft, als Generalkonsul nach Japan zu ziehen, doch war die niederländische Ostindien-Kompanie 1855 reprivatisiert worden, so dass er als deren „Agent“ aufbrach. Während dieses zweiten Aufenthalts, der vom 4. August 1859 bis Ende April 1862 dauerte, führte er ein Tagebuch. Natürlich kam es zum Wiedersehen mit ehemaligen Schülern und seiner Tochter Kusumoto Ine Vorübergehend war er als Berater der Regierung tätig, doch mehrten sich bald die Zwiste und Unstimmigkeiten, zudem geriet er in die Rivalitäten der um Einfluss ringenden westlichen Mächte. Am 24. November 1862 verließ Siebold das Land. Ein Jahr später erhielt er, auf eigenes Ersuchen, die Entlassung aus dem niederländischen Staatsdienst.

### Siebolds Söhne
Auf seiner zweiten Reise nach Japan nahm Siebold seinen ältesten Sohn Alexander George Gustav von Siebold (1846–1911) mit, der sich rasch die japanische Sprache aneignete und 1861 von Alcock bei der englischen Gesandtschaft eingestellt wurde. 1867 reiste er als Dolmetscher einer japanischen Gesandtschaft nach Europa, von 1870 bis 1911 stand er in diplomatischem Dienst der japanischen Regierung. Heinrich (Henry) v. Siebold (1852–1908) begleitete 1869 seinen Bruder Alexander, der in jenem Jahr nach Japan zurückkehrte. Auch er verfügte über keinen formellen Bildungsabschluss, fand aber bei der österreichisch-ungarischen Gesandtschaft eine Anstellung als lokaler Dolmetscher. Er entwickelte sich zu einem bedeutenden Sammler und gilt heute neben Edward S. Morse als Begründer der neuzeitlichen Archäologie in Japan. Beide Söhne gaben 1896 anlässlich des 100. Geburtstags ihres Vaters das Werk Nippon in einer neuen Edition heraus.

### Grabstätte

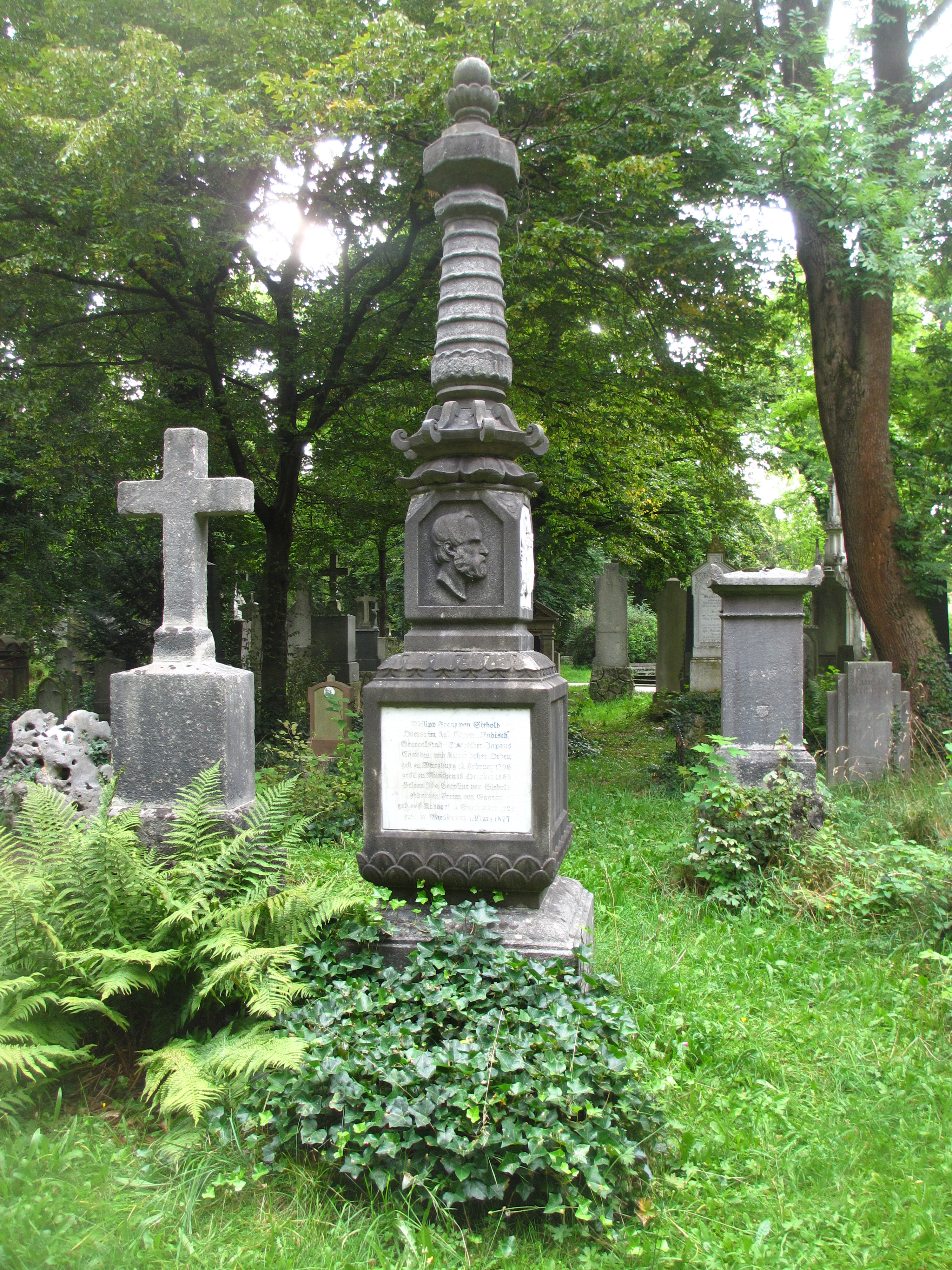
Grab von Philipp Siebold auf dem Alten Südlichen Friedhof in München

Siebold starb 1866 in München. Seine Grabstätte befindet sich auf dem Alten Südlichen Friedhof in München (Gräberfeld 33 – Reihe 13 – Platz 5) Standort. Der Grabstein ist einer buddhistischen Stupa nachempfunden und u. a. mit chinesischen Schriftzeichen verziert.
Zum hundertsten Geburtstag wurde in Tokio 1896 im traditionsreichen Hotel „Ueno Seiyōken“ eine Gedenkfeier abgehalten.

## Wirkung
Zwar kursierte in Japan lange Zeit das Schlagwort von Siebold als dem „Überbringer der modernen Medizin“, doch wird sein diesbezüglicher Beitrag inzwischen sehr zurückhaltend bewertet. Eine weitaus stärkere Wirkung auf seine Schüler übte er durch seinen breiten Horizont und die vorgelebte Forschungstätigkeit aus, die Naturwissenschaften ebenso einschloss wie die Völkerkunde. Seine botanischen Aktivitäten lösten über seinen Schüler Itō Keisuke (1803–1901), der mit Siebolds Sohn Alexander das Rote Kreuz in Japan gründete, einen signifikanten Schub in der Modernisierung der japanischen Pflanzenkunde aus. Die von Andreas Cleyer, George Meister und Engelbert Kaempfer eingeleitete und von Carl Peter Thunberg in Linnés Taxonomie verankerte frühneuzeitliche Erkundung der Pflanzenwelt des Archipels kulminierte in der von Siebold und Zuccarini verfassten Flora Japonica.
Siebolds natur- und landeskundliche Sammlungen sind noch immer nicht ausgeschöpft. Nach wie vor findet hier die Japanforschung ein materielles Fundament zur Erschließung Japans im frühen 19. Jahrhundert. Zugleich lenkte Siebold als erster unter den westlichen Japanreisenden der Edo-Zeit den Blick auf die angrenzenden Länder und Regionen Ryūkyū (heute Präfektur Okinawa), Korea und Ezo (heute Hokkaidō).
Briefe von Philipp Franz von Siebold wurden von Kuroda Genji und Herta von Schulz herausgegeben, während Kuroda Leiter des Berliner Japaninstitutes war.
Der Philipp Franz von Siebold-Preis wurde 1978 vom damaligen deutschen Bundespräsidenten Walter Scheel anlässlich seines Staatsbesuches in Japan gestiftet. Er wird jährlich an einen japanischen Wissenschaftler verliehen, der sich besondere Verdienste um ein besseres gegenseitiges Verständnis von Kultur und Gesellschaft in Deutschland und Japan erworben hat.

## Nach Siebold benannte Taxa
Viele Pflanzen- und Tierarten sind nach Philipp Franz von Siebold benannt
| wissenschaftlicher Name                                                         | deutscher Name                                        | ggf. Verweise auf externe Beschreibungen |
| ------------------------------------------------------------------------------- | ----------------------------------------------------- | ---------------------------------------- |
| - Anotogaster sieboldii Sélys                                                   | Siebolds Quelljungfer (Japans größte Libelle)         |                                          |
| - Dryopteris sieboldii (van Houtte ex T. Moore) Kuntze                          | Siebolds Wurmfarn oder Steiler Wurmfarn               | extern und extern (dort in Seitenmitte)  |
| - Epichnopterix sieboldii Reutti                                                | Siebolds Felsflur-Sackträger (ein Kleinschmetterling) | extern                                   |
| - Hosta sieboldii (Paxton) Ingram                                               | Weißrand-Funkie                                       |                                          |
| - Hylotelephium sieboldii (Sweet) H.Ohba = Sedum sieboldii Sweet                | Siebold-Fetthenne                                     |                                          |
| - Magnolia sieboldii K. Koch                                                    | Siebolds Magnolie oder Sommer-Magnolie                |                                          |
| - Malus sieboldii (Regel) Rehder = Malus toringo (Siebold) Siebold ex de Vriese | Toringo-Apfel                                         | in Hortipedia                            |
| - Malus sieboldii (Rehder) Fiala                                                | Siebolds Holzapfel                                    | in Hortipedia                            |
| - Primula sieboldii E. Morren                                                   | Siebolds Primel oder Siebolds Schlüsselblume          |                                          |
| - Prunus sieboldii Wittm.                                                       | Siebolds Kirsche                                      | in Hortipedia und extern                 |
| - Stachys affinis Bunge = Stachys sieboldii Miq.                                | Knollenziest oder Japanische Kartoffel                |                                          |
| - Tsuga sieboldii Carrière                                                      | Südjapanische Hemlocktanne oder Araragi-Hemlocktanne  |                                          |
| - Viburnum sieboldii Miq.                                                       | Siebolds Schneeball                                   | in extern (PDF-Datei; 221 kB)            |

und noch einige mehr.

## Ehrungen und Gedenkstätten

Wappen von Siebold

Schon kurz nach seinem Tode kam 1873 anlässlich der Weltausstellung in Wien der Plan auf, in Siebolds Geburtsstadt eine Gedenkstätte einzurichten. Auch in Japan riefen namhafte Persönlichkeiten wie Sano Tsunetami, Ōkuma Shigenobu, Terashima Munenori, Kuroda Nagahiro sowie Siebolds Schüler Itō Keisuke (伊藤圭介) zu Spenden auf. Von den gesammelten 865 Yen wurden 600 Yen nach Europa geschickt. Mit den verbliebenen 265 Yen errichtete man 1879 in Nagasaki einen Gedenkstein. Die von Ōmori Ichū (大森惟中, 1844–1908) in klassischem Chinesisch verfasste Inschrift ist ein Loblied auf Siebolds Verdienste um Japan. Unter anderem heißt es dort:

„Unter den Gelehrten Europas gilt Siebold als wissenschaftlicher Entdecker Japans, und dieser Ruf ist wohlbegründet. Sein Name ist unsterblich durch seine große Tat, dass er das Edelste unseres Landes und Volkes erkannte und die Kunde davon den Nationen vermittelt hat.“

Drei Jahre später hatte Christoph Roth (1840–1907) die Skulptur für Würzburg fertiggestellt. 1926 stellte die Stadt Nagasaki eine Büste auf dem Grundstück in Narutaki auf, wo Siebold einst seine Schüler instruierte und Patienten behandelt hatte. Auch im 20. Jahrhundert entstanden Büsten, so in Leiden und Tokyo.
Die überwältigende Mehrzahl der Büsten und Illustrationen zeigt Siebold in seinen späten Jahren, Darstellungen des jungen Siebold aus den Jahren seines ersten Japanaufenthaltes sind selten.

### München
Das Museum Fünf Kontinente München bewahrt die Sammlung auf, die Philipp Franz von Siebold während seines zweiten Aufenthaltes in Japan anlegte. Siebold hatte sie 1866 nach München gebracht und dort ausgestellt, 1874 wurde sie von der Bayerischen Regierung für das damalige Kgl. Ethnographische Museum angekauft. Außerdem befindet sich im Museum ein Brief von Siebold an König Ludwig I. aus dem Jahr 1835, in dem er den König zur Gründung eines Völkerkundemuseums anregte und einen Plan für die Einrichtung und Ausstellungen vortrug.
Das Grab Philipp Franz von Siebolds in Form eines buddhistischen Stupas befindet sich auf dem Alten Südfriedhof. Des Weiteren erinnern der Name einer Straße in der Oberen Au und Hinweise im Botanischen Garten an den Japanforscher.
Vom 11. Oktober 2019 bis 13. September 2020 zeigte das Münchner Museum Fünf Kontinente 300 Exponate aus Siebolds Japanalia-Sammlung in der Sonderausstellung „Collecting Japan“.

### Würzburg
Das 1995 in der ehemaligen Direktionsvilla der Bürgerbräu AG eingerichtete Siebold-Museum in Würzburg zeigt in einer Dauerausstellung Exponate der Familie Siebold sowie aus dem deutschen und japanischen Lebensabschnitt des Japanforschers. Hinzu kommen Sonderausstellungen, die eigens angekündigt werden. Die hier ansässige Siebold-Gesellschaft gibt u. a. einen Newsletter heraus, der über die Aktivitäten im Museum und in der Gesellschaft informiert. 1961 wurde das Königliche Realgymnasium in der Maxstraße in Würzburg in Siebold-Gymnasium umbenannt - nach Phillip Franz  und seiner Familie.

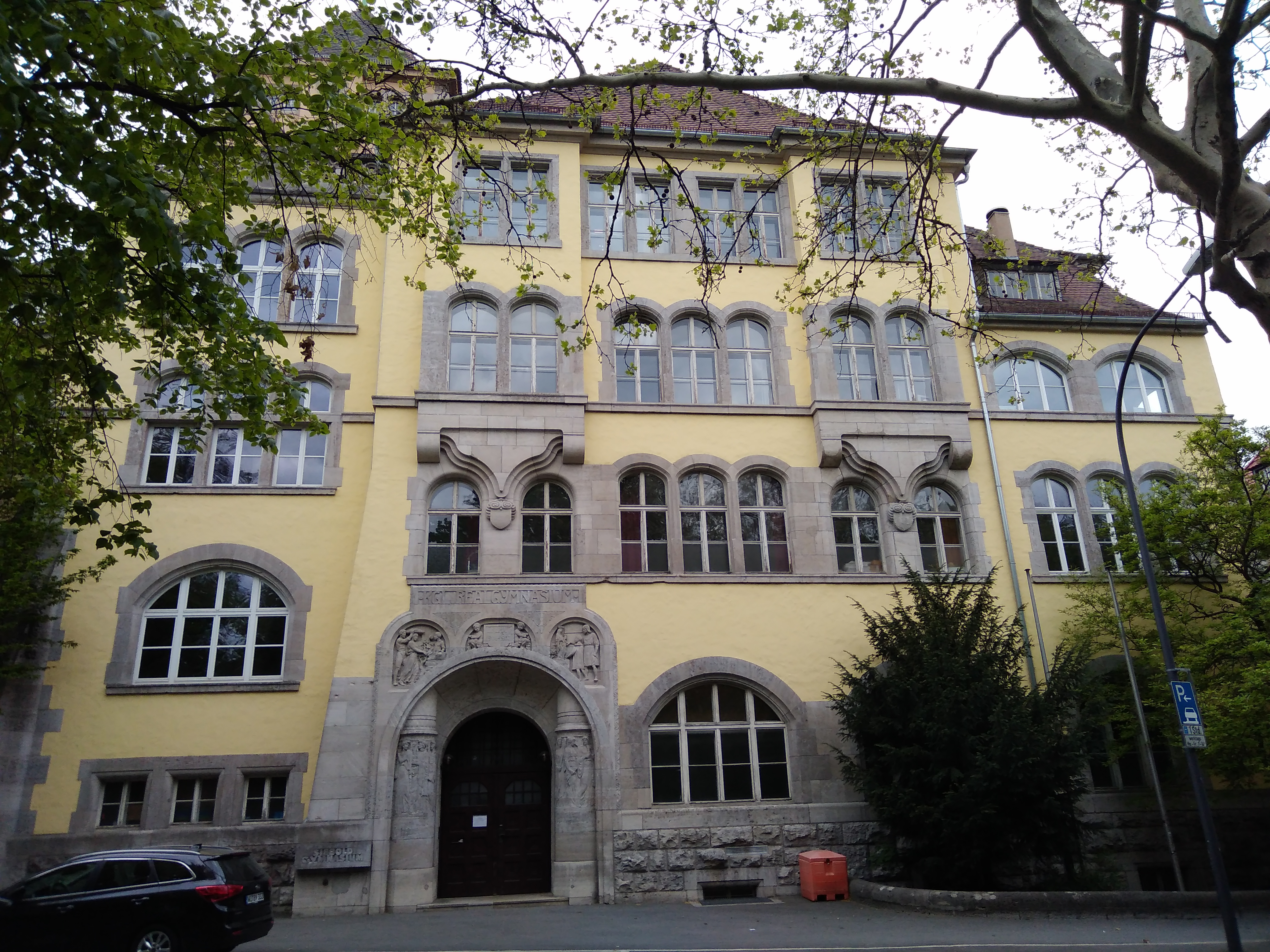
Fassade des Siebold Gymnasiums

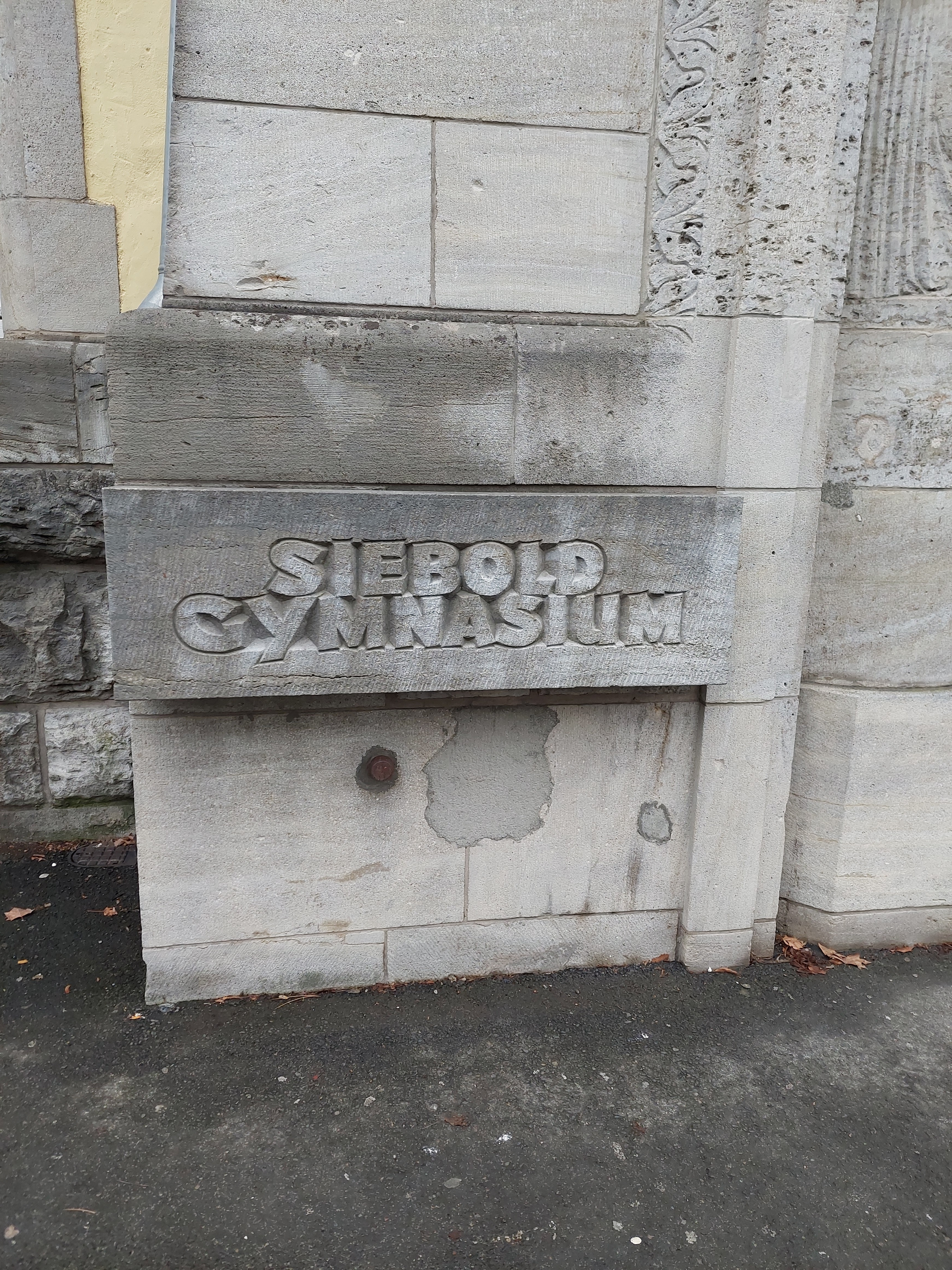
Schriftzug am Eingang

1873 beschlossen, erfolgte 1882 die Einweihung eines von Christian Roth im Auftrag des Fränkischen Gartenbauvereins geschaffenen, am Geschwister-Scholl-Platz befindlichen, aus österreichischen, deutschen, niederländischen und japanischen Spenden finanzierten Siebold-Denkmals.

### Bonn
2017 wurde im Botanischen Garten der Universität Bonn ein Denkmal mit der Büste Siebolds enthüllt.

### Leiden
In Leiden befindet sich in einem zeitlebens von Siebold gemieteten, als Ausstellungsraum benutzten Haus seit 2005 unter dem Namen „Siebold-Haus“ ein den Beziehungen zwischen Japan und den Niederlanden gewidmetes Museum. Mehrere wichtige von Siebold gesammelte Stücke sind dort ausgestellt. Auch Siebold selbst ist ein Teil des Museums gewidmet. Der wesentliche Teil seiner Sammlung befindet sich allerdings im Leidener Reichsmuseum für Völkerkunde. Im Hortus Botanicus der Universität Leiden stehen noch ein Dutzend von Siebold selbst aus Japan eingeführter Bäume und Sträucher sowie eine Büste des Wissenschaftlers.

### Nagasaki
In Nagasaki wurde auf dem Grundstück bei Narutaki, wo Siebold während des ersten Japanaufenthaltes seine Schüler ausbildete, ein Siebold Memorial Museum errichtet mit einer permanenten Ausstellung zu Leben und Wirken Siebolds sowie Sonderausstellungen, die auch das weitere Umfeld abdecken. Unter den Exponaten befinden sich auch viele Objekte aus dem Besitz der japanischen Nachkommen Siebolds. Das Museum publiziert alljährlich ein wissenschaftliches Bulletin NARUTAKI KIYO und organisiert kleine Sonderausstellungen zu ausgewählten Aspekten und Personen.

### Tokio
In Tokio wurde eine Büste in Anerkennung seiner Wissensvermittlung an seine japanischen Kollegen anlässlich seines Edo-Besuches aufgestellt.

## Schriften
- G.T. [!]  de Siebold: De historiae naturalis in Japonia statu, nec non de augmento emolumentisque in decursu perscrutationum exspectandis dissertatio, cui accedunt spicilegia faunae Japonicae. Batavia 1824.
- Nippon. Archiv zur Beschreibung von Japan und dessen Neben- und Schutzländern: Jezo mit den südlichen Kurilen, Krafto, Kooraï und den Liukiu-Inseln, nach japanischen und europäischen Schriften und eigenen Beobachtungen bearbeitet. Ausgegeben unter dem Schutze Seiner Majestät des Königs der Niederlande. Selbstverlag, Leiden / J. Muller, Amsterdam / C. C. van der Hoek, Leiden 1832 [–1858]. (7 Teile).
- Nippon. Archiv zur Beschreibung von Japan und dessen Neben- und Schutzländern Jezo mit den südlichen Kurilen, Sachalin, Korea und den Liukiu-Inseln. Hrsg. von seinen Söhnen. 2 Bände. Leo Woerl, Würzburg/Leipzig 1897. (2., veränderte und ergänzte Auflage)
- Philipp Franz von Siebold, Joseph Gerhard Zuccarini: Flora Japonica sive plantae quas in imperio Japanico coll., descripsit, ex parte in ipsis locis pingendas curavit. Selbstverlag, Leiden 1835–1870.
- Philipp Franz von Siebold u. a.: Bibliotheca Japonica, sive selecta quaedam opera Sinico-Japonica in usum eorum, qui literis Japonicis vacant in lapide exarata a...Ko Tsching Dschang. Lugduni Batavorum: ex officina editoris, 1833-1841. (Band 1: Sin zoo zi lin gjŏk ben; Band 2: Wa kan won seki sio gen zi ko; Band 3: Tsián dsǘ wên; Band 4: Lui hŏ; Band 5: Nippon jo tsi ro tei sen tsu; Band 6: Wa nen kei)
- Philipp Franz von Siebold, C. J. Temminck, H. Schlegel, W. D. Haan: Fauna Japonica sive descriptio animalium, quae in itinere per Japoniam jussu et auspiciis superiorum, qui summum in India Batava Imperium tenent, suspecto, annis 1823-1830 collegit, notis, observationibus, et adumbrationibus illustravit. Leiden 1833–1850.